# Scalmicauda o'neili
Scalmicauda o'neili är en fjärilsart som beskrevs av Antonius Johannes Theodorus Janse 1920. Scalmicauda o'neili ingår i släktet Scalmicauda och familjen tandspinnare. Inga underarter finns listade.